# Бентон (Іллінойс)
Бентон (англ. Benton) — місто (англ. city) в США, в окрузі Франклін штату Іллінойс. Населення — 6709 осіб (2020).

## Географія
Бентон розташований за координатами 38°0′46″ пн. ш. 88°55′1″ зх. д. / 38.01278° пн. ш. 88.91694° зх. д. (38.012778, -88.917068).  За даними Бюро перепису населення США в 2010 році місто мало площу 14,67 км², з яких 14,20 км² — суходіл та 0,47 км² — водойми.

## Демографія
Згідно з переписом 2010 року, у місті мешкало 7087 осіб у 3038 домогосподарствах у складі 1771 родини. Густота населення становила 483 особи/км².  Було 3393 помешкання (231/км²).
Расовий склад населення:
| - 97,3 % — білих - 0,4 % — чорних або афроамериканців - 0,3 % — корінних американців - 0,3 % — азіатів |

До двох чи більше рас належало 1,3 %. Частка іспаномовних становила 1,2 % від усіх жителів.
За віковим діапазоном населення розподілялося таким чином: 22,3 % — особи молодші 18 років, 56,4 % — особи у віці 18—64 років, 21,3 % — особи у віці 65 років та старші. Медіана віку мешканця становила 41,5 року. На 100 осіб жіночої статі у місті припадало 89,0 чоловіків;  на 100 жінок у віці від 18 років та старших — 81,6 чоловіків також старших 18 років.
Середній дохід на одне домашнє господарство  становив 50 623 долари США (медіана — 36 770), а середній дохід на одну сім'ю — 61 479 доларів (медіана — 50 598). Медіана доходів становила 41 415 доларів для чоловіків та 30 632 долари для жінок. За межею бідності перебувало 23,4 % осіб, у тому числі 30,2 % дітей у віці до 18 років та 13,8 % осіб у віці 65 років та старших.
Цивільне працевлаштоване населення становило 3019 осіб. Основні галузі зайнятості: освіта, охорона здоров'я та соціальна допомога — 28,6 %, роздрібна торгівля — 12,2 %, мистецтво, розваги та відпочинок — 11,9 %.